# Alkuin
Alkuin, eller Flaccus Albinus Alcuinus och Ealhwine, född på 730- eller 740-talet i York, England, död 19 maj 804 i Tours, var en brittisk, northumbrisk, ädling och en av sin tids mest lärda män. Kyrkoman, poet och lärare. År 766 blev han lärare vid katedralskolan i York, 781 blev han rektor för Karl den stores hov, där han ledde bildningsväsendet, och betraktas ofta som arkitekten bakom den karolingiska renässansen. 796 utsågs han till abbot av Saint Martin i Tours vilket han kvarblev som till sin död där. Under sitt liv skrev han flera avhandlingar i teologi och dogmatik, likväl som några verk i grammatik, samt ett antal dikter. Flera av hans elever tillhörde de mest framträdande intellektuella under den karolingiska tiden.

## Biografi
Alkuin av York hade en lång karriär som lärare och lärd, först vid skolan i York som numera är känd under namnet St Peter's School (grundad år 627), och senare som Karl den stores främste rådgivare i ecklesiastikala och undervisningsärenden. Från 796 var han abbot av det stora klostret Martin av Tours.
Alkuin började vid katedralskolan i York under den guldålder skolan upplevde under Ecgbert av York och Eadberht av Northumbria. Ärkebiskop Ecgbert hade varit elev hos Bede, som hade intalat honom att upphöja York till ärkebiskopssäte. Eadberht var kung av Northumbria och bror till Ecgbert. Dessa båda män översåg förnyelsen och omorganisationen av Anglikanska kyrkan, och lade ner störst kraft vid att reformera prästerskapet samt fullfölja den lärdomstradition som Bede hade grundlagt. Alkuin blev Ecgberts elev, och dennes favorit. Det var i York som Alkuins intresse för klassisk poesi vaknade, men han stördes dock ibland av att den var skriven av icke-kristna.
Skolan i York var känd som lärdomscenter, inte endast i religiösa ämnen, utan också i de fria konsterna, litteratur och naturvetenskap, "de sju fria konsterna". Det var härifrån Alkuins inspiration hämtades till den skola han senare skulle förestå vid det frankiska hovet. Han återinförde ämnena trivium och quadrivium. Två regelsamlingar skrevs om saken, en av honom själv om trivium, och en av hans studenter Hraban om quadrivium.
Alkuin promoverades från student till lärare någon gång på 750-talet. Hans upphöjelse till föreståndare för skolan i York inträffade när Ethelbert av York blev ärkebiskop 767. Nästan samtidigt blev Alkuin diakon i kyrkan. Han prästvigdes aldrig, och det saknas egentliga belägg för att han blev munk, även om han hela sitt liv levde som en.
År 781 sände kung Ælfwald I av Northumbria Alkuin till Rom, för att anhålla om officiell påvlig bekräftelse på att York blivit ärkebiskopssäte, och för att få bekräftelse på valet av den nye ärkebiskopen Eanbald I. Under resan mötte han Karl den store, dock inte för första gången, i den italienska staden Parma.

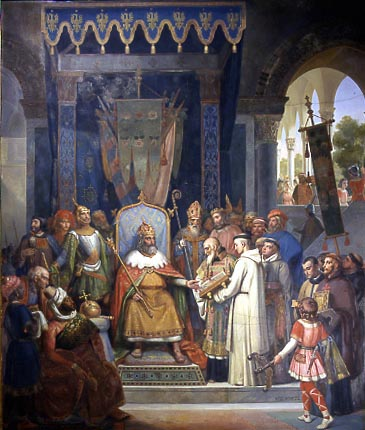
Alkuin står framför Karl den store (som sitter på sin tron), och räcker över manuskript. Victor Schnetz (1830).

Motvilligt lät sig Alkuin övertalas att inträda vid Karl den stores hov. Hans kärlek till kyrkan och hans intellektuella nyfikenhet orsakade hans slutliga beslut. Det var redan en framstående samling lärde vid hovet som Karl den store samlat omkring sig, som Petrus av Pisa, Paulinus, Rado och Fulrad. Alkuin skulle senare skriva att "Herren kallade mig att tjäna Kung Karl".
Alkuin togs emot vid Karl den stores palats vid Aachen, och palatsskolan där. Skolan hade grundats av kungens förfäder som en plats för undervisning av kungabarn, huvudsakligen i uppförande och hovliv. Karl hade emellertid större planer än detta - han ville införa de fria konsterna, och än viktigare, religionsstudier vilket han höll för heligt. Från 782 till 790 undervisade Alkuin självaste Karl den store samt dennes söner Pipin och Ludvig, andra unga män som sändes till hovet och de yngre prästerna vid slottskapellet i Aachen. Han hade tagit med sig sina assistenter Pyttel, Sigewulf och Joseph från York, och med dem revolutionerade han utbildningsstandarden vid palatsskolan, lärde Karl den store de fria konsterna och upprättade en personlig atmosfär av bildning och undervisning till den grad att institutionen blev känd som "Mäster Albinus skola".
Karl den store var en mästare på att samla de bästa personerna från varje land vid sitt hov. Han själv blev mer än en kung i hovets centrum. Det synes som om Karl den store blev nära vän med dessa män och anlitade dem som rådgivare. Vid hovet kallades karl "David", med anspelning på kung David i Gamla testamentet. Alkuin blev en av dessa nära förtrogna. Vid hovet kallades Alkuin "Albinus" och "Flaccus". Liksom flera andra lärde under hans samtid var Alkuin astrolog.
790 återvände Alkuin till England, som han alltid hyst en särskild kärlek till. Han stannade där en tid, men Karl den store bjöd honom sedan att komma tillbaka för att bekämpa det adoptianistiska kätteriet som blossat upp i den spanska staden Toledo, visigoternas forna huvudstad och fortfarande en viktig plats för de kristna under det muslimska styret. Det förmodas att Alkuin därmed hade kontakt med Beatus av Liébana, från kungariket Asturien, som kämpade emot adoptianismen. Vid Frankfurtkonciliet 794 vidhöll Alkuin en ortodox doktrin och uppnådde att biskop Felix av Urgel fördömdes för kätteri.
Efter att ha misslyckats med att påverka kung Æthelred I av Northumbria under sin vistelse i England, i fråga om hur kungen styrde sitt rike, återvände Alkuin aldrig till sitt hemland. Vid mitten av år 792 var han tillbaka vid Karl den stores hov, då han skrev en rad brev till kung Æthelred, biskop Hygbald av Lindisfarne, och ärkebiskop Æthelhard av Canterbury. I breven behandlas vikingaattacken mot Lindisfarne i juni 793. Dessa brev, och en dikt Alkuin skrev om saken, De clade Lindisfarnensis monasterii, utgör de enda viktigare samtida uppgifterna om dessa händelser.
År 796 var Alkuin i sextioårsåldern. Han hoppades på att befrias från sina plikter vid hovet, och fick sin chans när abbot Itherius av Martin av Tours avled. Karl den store satte klostret under Alkuins vård, och det var införstått att kung Karl förväntade sig att Alkuin skulle vara tillgänglig om kungen behövde hans råd.

## Betydelsen för den karolingiska renässansen
Alkuin gjorde klosterskolan till en mönstermodell och eleverna flockades runt den. Flera handskrifter kopierades och kalligrafin utvecklades. Från denna tid finns 311 brev från Alkuin bevarade, flera av dessa till Karl den store, vilka är fyllda av fromma meditationer, men ger också uppgifter om samtidens litterära och sociala förhållanden. Alkuins brev är bland de mest pålitliga källorna till humanismen under den karolingiska tiden.
Alkuin är den mest framträdande personen under den karolingiska renässansen. Även hans skrivna verk är betydelsefulla; en grammatik, verk om retorik och dialektik, de sista utformade som dialoger mellan Alkuin och Karl den store. Dessutom skrev han flera teologiska avhandlingar, en De fide Trinitatis, kommentarer till Bibeln, och mycket annat.
Hans betydelse ligger i att han överförde den latinska kulturen till frankerna, via förmedlingen över England. Bland annat är detta märkbart i hans poesi, samt några epistlar i samma stil som Venantius Fortunatus. I en längre episk dikt behandlar han Yorks kyrkohistoria, Versus de patribus, regibus et sanctis Eboracensis ecclesiae.
Alkuin dog den 19 mars 804, omkring tio år före sin kejsare. Han begravdes i St. Martinkyrkan under en epitaf som delvis kan läsas: "Jord, maskar och aska nu... Alkuin är mitt namn, visdom har jag alltid älskat... Bed, du som läser detta, för min själ"